# Бертолд II Каценелнбоген
Бертолд II фон Каценелнбоген (на немски: Berthold II von Katzenelnbogen, на гръцки: Βερθόλδος Κατζενελεμπόγκεν) е немски рицар, граф на Катценелнбоген, участник в Четвъртия кръстоносен поход, господар на Велестино и регент на Солунското кралство по време на управлението на крал Деметрий Монфератски.

## Биография
Син е на Бертхолд I фон Катценелнбоген, граф на Каценелнбоген-Крайхгау († след 1179) и съпругата му Аделхайд фон Лауфен-Лобденгау (* около 1135), дъщеря на граф Конрад фон Лауфен († 1127) и Гизелхилд фон Арнщайн, дъщеря на граф Лудвиг I фон Арнщайн († 1084). Племенник е на Херман II фон Каценелнбоген († 1203), епископ на Мюнстер (1174 – 1203). Брат е на граф Дитер III фон Катценелнбоген-Хоенщайн († след 1214).
Бертолд II фон Каценелнбоген е в свитата на чичо си Херман II. През пролетта 1199 година е в двора на крал Филип Швабски във Вормс. През 1202 година той и братовчед му Дитер фон Диц са начело на немски рицарски контингент, с който във вече завладения от кръстоносците Зара се присъединява към Четвъртия кръстоносен поход. Той има най-високия ранг между немските кръстоносци. При завладяването на Константинопол през 1204 година той и немците са под командването на Бонифаций Монфератски. Бертолд го придружава в новооснованото Солунско кралство, където получава тесалийското градче Велестино.
През 1205 година по нареждане на папа Инокентий III Бертолд посредничи неуспешно в Източна Мала Азия между краля на Арменското кралство Киликия и Боемунд IV Антиохийски, княз на Антиохия. След това той отива в Йерусалимското кралство, където през 1206 и 1207 година е в свитата на регента Жан I Ибелин в Акон и Кесария. През 1209 година се връща обратно в Солун, където му е наредено да пази в замъка на Сяр сваления регент Оберто II ди Биандрате. През следващите години Бертолд е в кръга на водещите латински барони и поддръжник на краля-дете Деметрий. Архиепископът на Хераклея в Европа се оплаква от него при папата, понеже в Константинопол насилствено получил контрола над църквата „Света София“.
Бертолд II фон Каценелнбоген е споменат за последен път в писмо до папа Хонорий III от 21 април 1217 година, като регент на Солун (baiulus regni Thessalonicensis). След това заминава за Светите Земи и вероятно взима участие в Петия кръстоносен поход.

## Фамилия
Бертолд II фон Каценелнбоген се жени приблизително в 1207 година за Аликс де Момпелгард († сл. 1244), дъщеря на граф Амадей II де Монтфокон-Мьоплегард († 1195) и Беатрис де Жоанвил († след 1170). Те се разделят преди 1207 г. Аликс се омъжва втори път между 1207 и 1210 г. за Филип д' Ибелин, регент на Кипър († ок. 1227).
Бертолд II фон Каценелнбоген се жени втори път за Берта фон Лихтенберг († след 1207). Те имат деца:
- Симон? фон Каценелнбоген († сл. 1237)
- Кунигунда фон Каценелнбоген († пр. 29 август 1253) (вер. от първия брак), омъжена за Рудолф фон Кенцинген Юзенберг († сл. 1279)
- Бертхолд III фон Каценелнбоген († сл. 1235)